# SPATC1L
SPATC1L‏ (Spermatogenesis and centriole associated 1 like) هوَ بروتين يُشَفر بواسطة جين SPATC1L في الإنسان.